# Queen + Adam Lambert
Queen + Adam Lambert (a veces conocido como Q + AL) es una colaboración entre los miembros activos de la banda británica Queen (Brian May y Roger Taylor) y el vocalista estadounidense Adam Lambert. Al igual que con todas las demás actuaciones de la banda desde 1997, el bajista original, John Deacon, se ha negado a participar en el proyecto debido a su retiro. Esta es la primera colaboración a largo plazo desde Queen + Paul Rodgers, proyecto que finalizó en 2009. La colaboración se originó cuando May y Taylor aparecieron en American Idol en 2009, en el que Lambert era un contendiente. Comenzaron a actuar de vez en cuando en 2011, llevando a cabo una breve gira por Europa en 2012; y en 2014 anunció una gira mundial: el Queen + Adam Lambert Tour de 2014 a 2015 con fechas en América del Norte, Australia, Nueva Zelanda, Asia, Europa y Sudamérica  
Los nuevos integrantes que tuvieron la oportunidad de unirse a May, Taylor y Lambert son: el tecladista Spike Edney, el bajista Neil Fairclough y el percusionista Rufus Tiger Taylor (hijo de Roger Taylor). Aunque actualmente no hay planes para lanzar un álbum de estudio con esta alineación, May y Taylor han dicho que hay una posibilidad de que el grupo vuelva a grabar nuevo material.

## Origen
Queen y Adam Lambert actuaron juntos por primera vez en 2009, cuando los miembros activos de Queen, Brian May y Roger Taylor, aparecieron como invitados en la octava temporada de 'American Idol' en la que Adam Lambert era un contendiente. En el programa final, Lambert y el eventual ganador (Kris Allen) interpretaron We Are the Champions junto con la banda. Poco después de la final, Brian May dijo a la revista Rolling Stone que estaba considerando a Lambert como el nuevo 'frontman' de Queen. Después, May reveló que se interesó por Lambert como reemplazo de Paul Rodgers luego de haber visto el video de la audición de Lambert para 'American Idol', donde interpretó un fragmento de Bohemian Rhapsody. 
En noviembre de 2011, Adam Lambert se unió a Queen para una actuación especial en la Europa MTV Awards en Belfast, donde la banda recibió el Premio Global Icon. Fue entonces, diciembre de 2011, que Taylor y May anunciaron que habían iniciado conversaciones con Lambert para que él sea el nuevo vocalista de Queen en futuros conciertos. El 30 de junio de 2012, Queen + Adam Lambert dio su primer concierto completo, en la Plaza de la Independencia de Kiev, en un espectáculo en conjunto con Elton John, en beneficio de la Fundación Elena Pinchuk - ANTIAIDS.

## Giras
Después de su primera actuación en Kiev en 2012, una mini-gira de Queen + Adam Lambert siguió con fechas en Moscú, Wrocław, y Londres. En septiembre de 2013, se presentaron como cabeza de cartel en el Festival de Música iHeartRadio en Las Vegas. En marzo de 2014, se anunció un 19 fecha recorrido Queen + Adam Lambert América del Norte durante el verano, que se extendió luego a las 24 fechas. En mayo de 2014, anunciaron fechas de conciertos en Australia, seguido de Nueva Zelanda. La banda también se presentó en Corea del Sur y Japón. Posteriormente, la gira se extendió a 2015 con fechas en Europa y el Reino Unido, así como América del Sur.

## Apariciones
Queen + Adam Lambert han aparecido en varios programas de televisión. El 30 de noviembre de 2014 interpretaron "Somebody to Love", con los concursantes del reality show X Factor. Posteriormente, la banda tocó dos canciones en el especial de Navidad del Show de Helene Fischer en la televisión alemana. Uno de ellos fue "I Want It All", y el otro "Who wants to live forever?", a dueto entre Lambert y Helene Fischer. 
El 31 de diciembre de 2014, la banda realizó un concierto especial, Queen + Adam Lambert Rock Big Ben, que fue transmitido en vivo por la BBC One. Dicho concierto se llevó a cabo a la sombra del Big Ben en el Hall Central de Westminster, e hizo una pausa durante las campanadas del Big Ben y los fuegos artificiales durante la cuenta regresiva para el Año Nuevo.

## Discografía

### Álbumes en vivo
- Live in Japan (2016)
- Live Around the World (2020)

### Sencillos
- "You Are the Champions" (2020)

## Miembros
- Brian May - guitarra, voz (2011-presente)
- Roger Taylor - batería, percusión, voz (2011-presente)
- Adam Lambert - voz principal (2011-presente)

- Músicos de apoyo:
  - Spike Edney - teclados, coros (2011-presente)
  - Neil Fairclough - bajo, coros (2011-presente)
  - Rufus Tiger Taylor - percusión, tambores, coros (2011-2017)
  - Tyler Warren - percusión, tambores, coreos (2017-presente)